# Ballerina

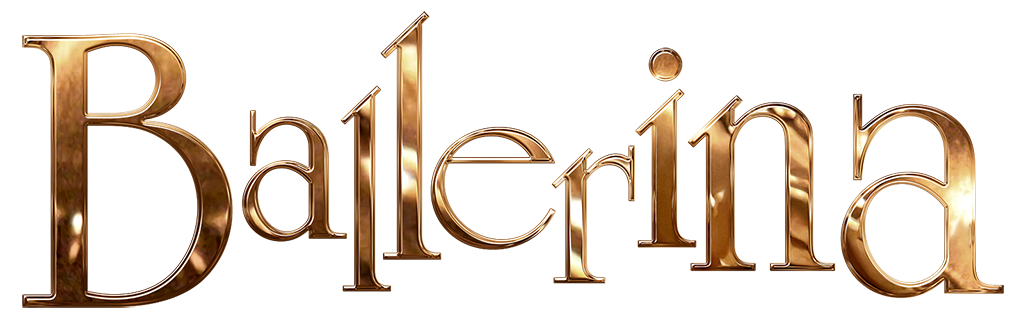
logo do filme

Ballerina (prt: Bailarina; bra: A Bailarina; ago: Bailarina VP) é um filme de animação franco dos gêneros aventura e comédia musical, dirigido e escrito por Éric Summer, Éric Warin, Carol Noble e Laurent Zeitoun, com a trilha sonora composta por Klaus Badelt e as vozes interpretadas por Camille Cottin, Malik Bentalha, Kaycie Chase e Magali Barney.
Estreou-se em França a 14 de dezembro de 2016, no Brasil a 26 de janeiro de 2017, em Portugal a 27 de abril e em Angola a 28 de abril do mesmo ano.

## Elenco
| Personagem       | França              | Canadá            | Portugal           | Brasil            |
| ---------------- | ------------------- | ----------------- | ------------------ | ----------------- |
| Félicie Le Bras  | Camille Cottin      | Elle Fanning      | Mia Rose           | Mel Maia          |
| Victor Hubert    | Malik Bentalha      | Dane DeHaan       | Miguel Cristovinho |                   |
| Camille Le Haut  | Kaycie Chase        | Maddie Ziegler    | Sara Prata         | Isabelle Cunha    |
| Odette           | Magali Barney       | Carly Rae Jepsen  |                    | Adriana Torres    |
| Mérante          | Laurent Maurel      | Terrence Scammell | Cifrão             | Daniel Müller     |
| Régine Le Haut   | Françoise Cadol     | Julie Khaner      | Mafalda Vilhena    | Ilka Pinheiro     |
| Dora             | Émilie Marié        | Elena Dunkleman   |                    | Jéssica Vieira    |
| Rosita           | Céline Melloul      | Elena Dunkleman   | Margarida Carvalho | Regina Maria Maia |
| Diretor da ópera | Frédéric Souterelle | Joe Sheridan      | Vítor Norte        | Élcio Romar       |
| Nora             | Lila Lacombe        | Soshana Sperling  |                    | Pamella Rodrigues |
| Rudolph          | Antoine Schoumsky   | Tamir Kapelian    |                    | Wirley Contaifer  |
| Madre superiora  | Cathy Cerda         | Bronwen Mantel    |                    | Marize Motta      |

 Versão portuguesa
- Vozes adicionais: Bruno Ferreira (sr. Luteau).

## Produção
O filme foi produzido pelo estúdio de animação L'Atelier Animation em Montreal, Quebeque, no Canadá, e os diretores utilizaram a animação por quadro-chave dos bailarinos Aurélie Dupont e Jérémie Bélingard do Balé da Ópera Nacional de Paris, para tornar a coreografia mais realista. Aurélie Dupont tornou-se o coreógrafo das sequências de dança do filme.

## Banda\Trilha Sonora
A trilha sonora foi composta por Klaus Badelt e lançada pela Gaumont a 12 de dezembro de 2016. O filme também apresentou canções que não foram incluídas no álbum, como "Cut to the Feeling" e "Runaways" interpretadas por Carly Rae Jepsen, e "Suitcase" interpretada por Sia.

### Álbum
| Lista de faixas |                                                         |                                 |         |  |
| N.º             | Título                                                  | Intérpretes                     | Duração |  |
| 1.              | "You Know It's About You"                               | Magical Thinker, Stephen Wrabel | 3:43    |  |
| 2.              | "Be Somebody"                                           | Chantal Kreviazuk               | 3:42    |  |
| 3.              | "Unstoppable"                                           | Camila Mora                     | 4:16    |  |
| 4.              | "Blood Sweat and Tears"                                 | Magical Thinker, Dezi Paige     | 3:38    |  |
| 5.              | "Confident"                                             | Demi Lovato                     | 3:27    |  |
| 6.              | "Ballerina"                                             | Klaus Badelt                    | 4:05    |  |
| 7.              | "Dreams and the Music Box"                              | Klaus Badelt                    | 3:19    |  |
| 8.              | "Escaping the Orphanage"                                | Klaus Badelt                    | 3:50    |  |
| 9.              | "The Liberty Chase"                                     | Klaus Badelt                    | 3:56    |  |
| 10.             | "O Lago dos Cisnes, Op. 20a: Cena"                      | Chappell Recorded               | 3:11    |  |
| 11.             | "Shannon Reel"                                          | Daniel Darras, Youenn Le Berre  | 2:38    |  |
| 12.             | "You Know It's About You (Piano & Voice)" (faixa bónus) | Magical Thinker, Stephen Wrabel | 3:36    |  |

## Lançamento
O filme estreou mundialmente no Festival Mon Premier a 19 de outubro de 2016, e foi lançado na França em 14 de dezembro de 2016, e no Reino Unido em 23 de dezembro de 2016. O filme foi distribuído no Canadá pela Entertainment One, e lançado a 24 de fevereiro de 2017.
Em maio de 2016, o estúdio cinematográfico The Weinstein Company adquiriu os direitos de exibição do filme nos Estados Unidos, que seria lançado no país a 3 de março de 2017 com o título Leap!, mas a data foi alterada para 21 de abril de 2017, com Nat Wolff, Mel Brooks e Kate McKinnon no elenco. A data de lançamento foi novamente alterada para 30 de agosto e posteriormente foi mudada para 25 de agosto de 2017 nos Estados Unidos. No Brasil, o filme foi distribuído pela Paris Filmes com o título de "A Bailarina" e estreou nos cinemas brasileiros em 26 de Janeiro de 2017, o filme teve a voz de Mel Maia dublando a protagonista na dublagem brasileira.

## Recepção
No site Rotten Tomatoes, o filme mantém um índice de aprovação de 79% baseado em vinte e nove avaliações, com uma classificação média de 5,9 de 10. Melissa Stewart da revista australiana Insights escreveu acerca do filme: "uma aventura emocionante...  cuja animação capta a elegância do balé, é difícil não se encantar com as piruetas e os grandes saltos. ... A jornada de [Félicie] ressoará em qualquer pessoa que tenha sofrido com o aguilhão do fracasso, mas que descobriu como se recuperar. Tudo isto ocorre enquanto o humor ecoa pelo filme, tornando-o agradável para as crianças e para os pais. ... Os temas sobre a luta pela vossa paixão e vossos sonhos são intemporais." Mike McCahill do jornal britânico The Guardian escreveu: "O filme foi desenhado de forma atraente e atrativa – sob um olhar real pela luz que atinge os edifícios de uma cidade em construção – mas um tom mais identificado ao ADN do filme Cisne Negro, tornaria o final feliz menos inevitável e o seu vigor menos repetitivo."